# 亚历山德拉·布鲁斯
亚历山德拉·布鲁斯（英語：Alexandra Bruce，1990年5月27日—），加拿大女子羽毛球運動員。畢業於西安大略大学。

## 簡歷
2011年，亚历山德拉·布鲁斯參加墨西哥舉行的泛美運動會羽毛球比賽，夥拍李文珊贏得女子雙打金牌。
2012年，布鲁斯代表加拿大出戰英國倫敦舉行的奥林匹克运动会羽毛球比賽女子雙打項目，與隊友李文珊在小組賽階段本來三戰全負，以小組榜末姿態出局。然而，同組已出線的中國和韓國選手因涉嫌消極比賽而被取消參賽資格，布鲁斯和李文珊因而獲晉級，在半準決賽中擊敗澳洲的周玉蓮和雷努加·韋蘭，但在準決賽和銅牌賽中均告落敗。

## 主要比賽成績
只列出曾進入準決賽的國際賽事成績：
| 年份   | 賽事                     | 公開賽級別 | 項目     | 拍檔         | 成績   |
| ------ | ------------------------ | ---------- | -------- | ------------ | ------ |
| 2008年 | 泛美洲青年羽毛球錦標賽   | 其他       | 混合雙打 | Peter Butler | 亞軍   |
| 2009年 | 加拿大羽毛球國際挑戰賽   | 國際挑戰賽 | 女子單打 | －           | 準決賽 |
| 2009年 | 加拿大羽毛球國際挑戰賽   | 國際挑戰賽 | 女子雙打 | 李文珊       | 準決賽 |
| 2009年 | 泛美洲羽毛球錦標賽       | 其他       | 混合團體 | －           | 冠軍   |
| 2009年 | 泛美洲羽毛球錦標賽       | 其他       | 混合雙打 | 李家瑋       | 季軍   |
| 2010年 | 加拿大羽毛球國際挑戰賽   | 國際挑戰賽 | 混合雙打 | 李家瑋       | 準決賽 |
| 2010年 | 泛美洲羽毛球錦標賽       | 其他       | 女子雙打 | 李文珊       | 亞軍   |
| 2010年 | 泛美洲羽毛球錦標賽       | 其他       | 混合雙打 | 李家瑋       | 亞軍   |
| 2011年 | 羅馬尼亞羽毛球國際賽     | 國際系列賽 | 女子雙打 | 李文珊       | 冠軍   |
| 2011年 | 秘魯羽毛球國際賽         | 國際挑戰賽 | 女子雙打 | 李文珊       | 冠軍   |
| 2011年 | 巴西羽毛球國際賽         | 國際挑戰賽 | 女子雙打 | 李文珊       | 亞軍   |
| 2011年 | 泛美運動會羽毛球比賽     | 其他       | 女子雙打 | 李文珊       | 金牌   |
| 2011年 | 加拿大羽毛球國際挑戰賽   | 國際挑戰賽 | 女子雙打 | 李文珊       | 冠軍   |
| 2011年 | 加拿大羽毛球國際挑戰賽   | 國際挑戰賽 | 混合雙打 | 吳楷義       | 亞軍   |
| 2012年 | 芬蘭羽毛球公開賽         | 國際挑戰賽 | 女子雙打 | 李文珊       | 冠軍   |
| 2012年 | 秘魯羽毛球國際賽         | 國際挑戰賽 | 女子雙打 | 李文珊       | 冠軍   |
| 2012年 | 秘魯羽毛球國際賽         | 國際挑戰賽 | 混合雙打 | 吳楷義       | 亞軍   |
| 2012年 | 大溪地羽毛球國際挑戰賽   | 國際挑戰賽 | 女子雙打 | 李文珊       | 亞軍   |
| 2012年 | 大溪地羽毛球國際挑戰賽   | 國際挑戰賽 | 混合雙打 | 吳楷義       | 亞軍   |
| 2012年 | 奧林匹克運動會羽毛球比賽 | 其他       | 女子雙打 | 李文珊       | 第四名 |
| 2012年 | 泛美洲羽毛球錦標賽       | 其他       | 混合團體 | －           | 冠軍   |
| 2012年 | 泛美洲羽毛球錦標賽       | 其他       | 女子雙打 | 陳繼怡       | 冠軍   |
| 2012年 | 泛美洲羽毛球錦標賽       | 其他       | 混合雙打 | 吳楷義       | 冠軍   |
| 2013年 | 加拿大羽毛球國際挑戰賽   | 國際挑戰賽 | 女子雙打 | 陳繼怡       | 亞軍   |
| 2013年 | 加拿大羽毛球國際挑戰賽   | 國際挑戰賽 | 混合雙打 | 吳駿義       | 亞軍   |
| 2013年 | 泛美洲羽毛球錦標賽       | 其他       | 混合團體 | －           | 冠軍   |
| 2013年 | 泛美洲羽毛球錦標賽       | 其他       | 女子雙打 | 陳繼怡       | 亞軍   |
| 2013年 | 泛美洲羽毛球錦標賽       | 其他       | 混合雙打 | 吳駿義       | 冠軍   |
| 2014年 | 泛美洲羽毛球錦標賽       | 其他       | 混合團體 | －           | 冠軍   |
| 2014年 | 泛美洲羽毛球錦標賽       | 其他       | 女子雙打 | 陳繼怡       | 季軍   |
| 2014年 | 泛美洲羽毛球錦標賽       | 其他       | 混合雙打 | 吳駿義       | 冠軍   |
| 2014年 | 美國羽毛球國際賽         | 國際挑戰賽 | 女子雙打 | 陳繼怡       | 準決賽 |
| 2014年 | 美國羽毛球國際賽         | 國際挑戰賽 | 混合雙打 | 吳駿義       | 冠軍   |
| 2014年 | 巴西羽毛球國際賽         | 國際挑戰賽 | 女子雙打 | 陳繼怡       | 冠軍   |
| 2014年 | 巴西羽毛球國際賽         | 國際挑戰賽 | 混合雙打 | 吳駿義       | 準決賽 |
| 2014年 | 美國羽毛球大獎賽         | 大獎賽     | 女子雙打 | 陳繼怡       | 準決賽 |
| 2015年 | 波蘭羽毛球公開賽         | 國際挑戰賽 | 女子雙打 | 陳繼怡       | 亞軍   |
| 2015年 | 秘魯羽毛球國際賽         | 國際挑戰賽 | 混合雙打 | 吳駿義       | 準決賽 |
| 2015年 | 泛美運動會羽毛球比賽     | 其他       | 女子雙打 | 陳繼怡       | 銅牌   |
| 2015年 | 泛美運動會羽毛球比賽     | 其他       | 混合雙打 | 吳駿義       | 銀牌   |
| 2015年 | 危地馬拉羽毛球國際賽     | 國際挑戰賽 | 女子雙打 | 陳繼怡       | 準決賽 |
| 2015年 | 保加利亞羽毛球國際賽     | 國際挑戰賽 | 女子雙打 | 陳繼怡       | 準決賽 |
| 2015年 | 保加利亞羽毛球國際賽     | 國際挑戰賽 | 混合雙打 | 吳駿義       | 準決賽 |
| 2016年 | 巴西羽毛球國際賽         | 國際系列賽 | 混合雙打 | 吳駿義       | 冠軍   |
| 2016年 | 秘魯羽毛球國際賽         | 國際挑戰賽 | 混合雙打 | 吳駿義       | 準決賽 |
| 2016年 | 大溪地羽毛球國際挑戰賽   | 國際挑戰賽 | 混合雙打 | 吳駿義       | 準決賽 |
| 2016年 | 泛美洲羽毛球錦標賽       | 其他       | 混合團體 | －           | 冠軍   |

| 2007-2017年 | 首要超級賽 | 超級賽 | 黃金大獎賽 | 大獎賽 | 國際挑戰賽 | 國際系列賽 | 未來系列賽 | 其他 |

| 2018-2026年 | 總決賽 | 超級1000賽 | 超級750賽 | 超級500賽 | 超級300賽 | 超級100賽 | 國際挑戰賽 | 國際系列賽 | 未來系列賽 | 其他 |

### 奧運會和世錦賽參賽紀錄
|          | 搭檔   | 2011 | 2012   | 2013 | 2014 | 2015 |
| -------- | ------ | ---- | ------ | ---- | ---- | ---- |
| 女子雙打 | 李文珊 | 48強 | 第四名 | －   | －   | －   |
| 女子雙打 | 陳繼怡 | －   | －     | －   | 48強 | 48強 |
|          |        |      |        |      |      |      |
| 混合雙打 | 吳駿義 | －   | －     | －   | 48強 | 32強 |